# إليزابيث باور موك

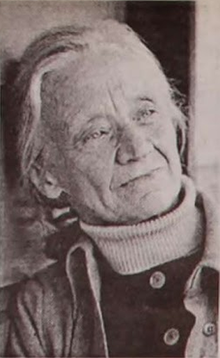
إليزابيث باور موك

إليزابيث باور موك «كاسلر»(1911- 8 فبراير 1998)، كانت مديرة لقسم العمارة والتصميم في متحف الفن الحديث، وأستاذة جامعية. كانت متدربة بموجب ميثاق في «استديو تاليسين» الخاص بفرانك لويد رايت، وأول حاصلة على زمالة سابقة فيه تنضم إلى موظفي متحف الفن الحديث. كما كانت داعية مؤثرة للهندسة المعمارية الحديثة في الولايات المتحدة.
ولدت إليزابيث «بيتي» باور موك كاسلر في ليكسنغتون في ماساتشوستس عام 1911، تحت اسم إليزابيث باور نسبةً إلى ألبرتا كروس باور، ربة منزل، وجاكوب باور، مهندس الطرق السريعة بولاية نيو جيرسي. وأختها الكبرى كاثرين باور ورستر، وهي مدافعة بارزة عن الإسكان العام ومعلمة التخطيط الحضري، أما شقيقها الأصغر فهو لويس باور. تخرجت من مدرسة فيل دين عام 1928. وفي عام 1932 تخرجت من كلية فاسار حيث تخصصت في اللغة الإنجليزية.
بعد الجامعة أصبحت واحدة من أوائل الحاصلين على زمالة في استوديو «فرانك لويد رايت تاليسين» بالقرب من سبرينج جرين في ويسكونسن. أثناء ذلك التقت بزوجها الأول «رودولف موك»، رسام من بازل بسويسرا، والذي عمل في استوديو رايت من يناير 1931 إلى أبريل 1933. وبعد زواجهما عاشا لفترة وجيزة في سويسرا.
بدأت مشاركتها مع متحف الفن الحديث في عام 1937، عندما بدأت العمل بدوام جزئي كأمينة المتحف للهندسة المعمارية والتصميم الصناعي «جون مكاندرو». وبعد عام شاركت في توزيع نشر معرضها الأول «ما هي العمارة الحديثة؟». أصبحت مساعدة مكاندرو بدوام كامل في عام 1940. وعندما تم فصل مكاندرو في عام 1942، أصبحت موك المديرة. وظلت في متحف الفن الحديث حتى عام 1946. وخلال فترة وجودها هناك، أعدت العديد من المعارض، بما في ذلك: معرض «بني في الولايات المتحدة» 1932-1944، ومعرض«منزل الغد الصغير: النماذج والخطط» (1945)، و«إذا كنت تريد بناء منزل». كما قامت برعاية سبعة معارض لمتحف الفن الحديث في الفترة بين عامي 1938 و1946.
وفي عامي 1946 و1947، عاشت ورودولف في نوكسفيل في ولاية تينيسي؛ لتصميم المساكن الجاهزة لصالح سلطة وادي تينيسي. وكانت بعض المباني في قرية فونتانا.
وفي عام 1948، انفصلت عن رودولف وانتقلت إلى تاليسين ويست مع ابنها فريتز لمدة موسم واحد. وفي عام 1949 أصبحت أستاذًا مساعدًا للتاريخ المعماري وأمينة مكتبة في جامعة أوكلاهوما. وبعد طلاقها، تزوجت من كينيث ستون كاسلر عام 1951، وانتقلت إلى برينستون في نيو جيرسي. وفي برينستون، واصلت الكتابة لمجلات الهندسة المعمارية، ومتحف الفن الحديث، والمجلات الشعبية. وتُوفي كاسلر في عام 1964، وهو نفس العام الذي أصبحت فيه باور باحثة مساعدة في كلية الهندسة المعمارية والتخطيط العمراني في جامعة برينستون حيث عملت فيها حتى عام 1971.
ووفقًا لرئيسة أبحاث جامعة كونكورديا في مجال تاريخ الفن «كريستينا هونولت»، فإن كتب موك «سعت لإقناع جيل جديد من مشتري المنازل بوسائل تحسين الحداثة لحياتهم ونوعية الثقافة المعمارية لأمريكا الشمالية بشكل عام». وهي تشمل كتاب (إذا كنت تريد بناء منزل) 1946، و (عمارة الجسور) 1949، و (الحدائق الحديثة والمناظر الطبيعية) 1964، وعُرفت حينها باسم إليزابيث ب. كاسلر.
وصفت موسوعة بريتانيكا كتابها عن الجسور بأنه «أول كتاب رئيسي عن الجسور يعطي وجهة نظر حديثة». وهي تعتبر الحدائق الحديثة والمناظر الطبيعية الاستقصاء الرسمي لموضوعها. وُوصف من قبل متحف الفن الحديث باعتباره «أول كتاب يناقش العلاقة بين الحديقة الحديثة والمناظر الطبيعية من حيث الجماليات المعاصرة». حيث تضمنت الحدائق الحديثة والمناظر الطبيعية أعمال بورل ماركس، وبرنارد رودوفسكي، وجونار أسبلوند، ولويس بارغان. ونُشرت جميع كتبها في متحف الفن الحديث.
ألهمتها زيارة قامت بها إلى تاليسين ويست عام 1979؛ لتجميع مجلد مرجعي عن زمالة تاليسين في الوقت الذي تزامن للاحتفال بالذكرى الخمسين لتأسيسها عام 1982. حيث جمعت جميع القوائم بنفسها، وفي عام 1981 نشرت 450 نسخة من المجلد يشمل الفترة من 1932 إلى 1982، تحت اسم دليل أعضاء زمالة تاليسين. وكان هذا أول دليل من نوعه في تاريخ تاليسين، وقد ألهم ذلك مؤسسة فرانك لويد رايت لتطوير مجلدات مماثلة.
وفي عام 1990 أُحيلت للتقاعد في مجتمع للتقاعد في ليكسينغتون في ماساتشوستس.
1. ↑   https://pioneeringwomen.bwaf.org/elizabeth-bauer-mock-kassler/. {{استشهاد ويب}}: |url= بحاجة لعنوان (مساعدة) والوسيط |title= غير موجود أو فارغ (من ويكي بيانات) (مساعدة)